# إنديانابوليس 500 سنة 1949
سباق إنديانا بوليس -500 ميل 1949 أقيم في حلبة إنديانابوليس موتور سبيدواي في 30 مايو 1949 وفاز في السباق بيل هولند من فريق لو مور بمتوسط سرعة 121.327 ميل/س (195.257 كم/س).
وكان أول المنطلقين ديوك نالون بسرعة 132.939 ميل/س (213.945 كم/س).